# Frigorifico Santa Rita
Frigorifico Santa Rita war eine bolivianische Fluggesellschaft mit Sitz in La Paz.

## Geschichte
Frigorifico Santa Rita wurde 1970 gegründet. Sie befasste sich nur teilweise mit Passagierverkehr, überwiegend jedoch mit dem Transport von Luftfracht.
Als Alleinstellungsmerkmal und Hauptarbeitsgebiet betrieb Frigo Santa Rita, so die übliche abgekürzte Namensform, den Transport von Fleisch, oft gefroren, von meist kleineren Flugplätzen aus dem landwirtschaftlich geprägten tropischen Tiefland zum mehr als 4000 Meter hoch gelegenen Flughafen La Paz. Hierzu zählten auch die größeren Flughäfen von Cochabamba und Santa Cruz sowie San Ignacio de Moxos und Riberalta und auch zahlreiche, oft inoffizielle, Landepisten einzelner Viehzuchtbetrieben.

## Flugziele
Die kleineren der oben aufgeführten Flugplätze verfügten meist über keinerlei Navigationshilfsmittel. Die Mehrzahl der Start- und Landebahnen war unbefestigt, recht kurz und zudem oft noch mit Hindernissen wie Bäumen umgeben. Dies machte den Anflug und vor allem den Abflug der dann schwer beladenen Maschinen gelinde gesagt anspruchsvoll. Das führte in Verbindung mit oft hohen Temperaturen zu insgesamt hohen Unfallraten im Flugbetrieb Boliviens, wovon auch Frigorifico Santa Rita nicht verschont blieb (siehe unten, Abschnitt Zwischenfälle).

## Flotte

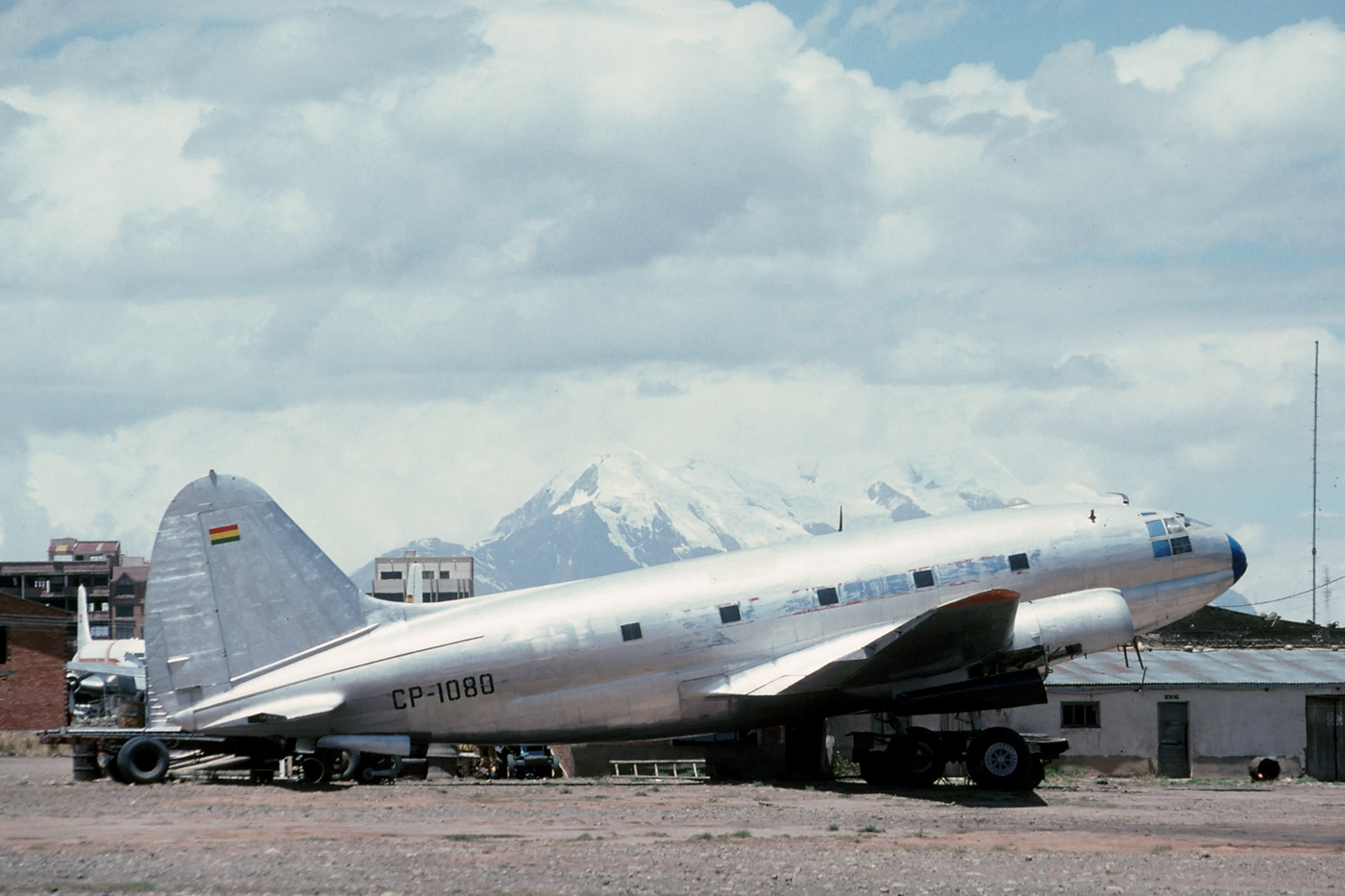
Curtiss C-46 der Frigo Santa Rita

### Flotte bei Betriebseinstellung
Bei der Betriebseinstellung im Jahr 2001 hatte Frigorifico Santa Rita noch folgende Flugzeuge im Einsatz:
- 2 Curtiss C-46 Commando

### Zuvor eingesetzte Flugzeuge
Zuvor setzte Frigorifico Santa Rita auch folgende Flugzeugtypen ein:
- Douglas DC-3
- Douglas DC-6

## Zwischenfälle
Von 1970 bis zur Betriebseinstellung 2001 kam es bei Frigorifico Santa Rita zu fünf Totalschäden von Flugzeugen. Bei einem davon kamen 5 Menschen ums Leben. Vollständige Liste:

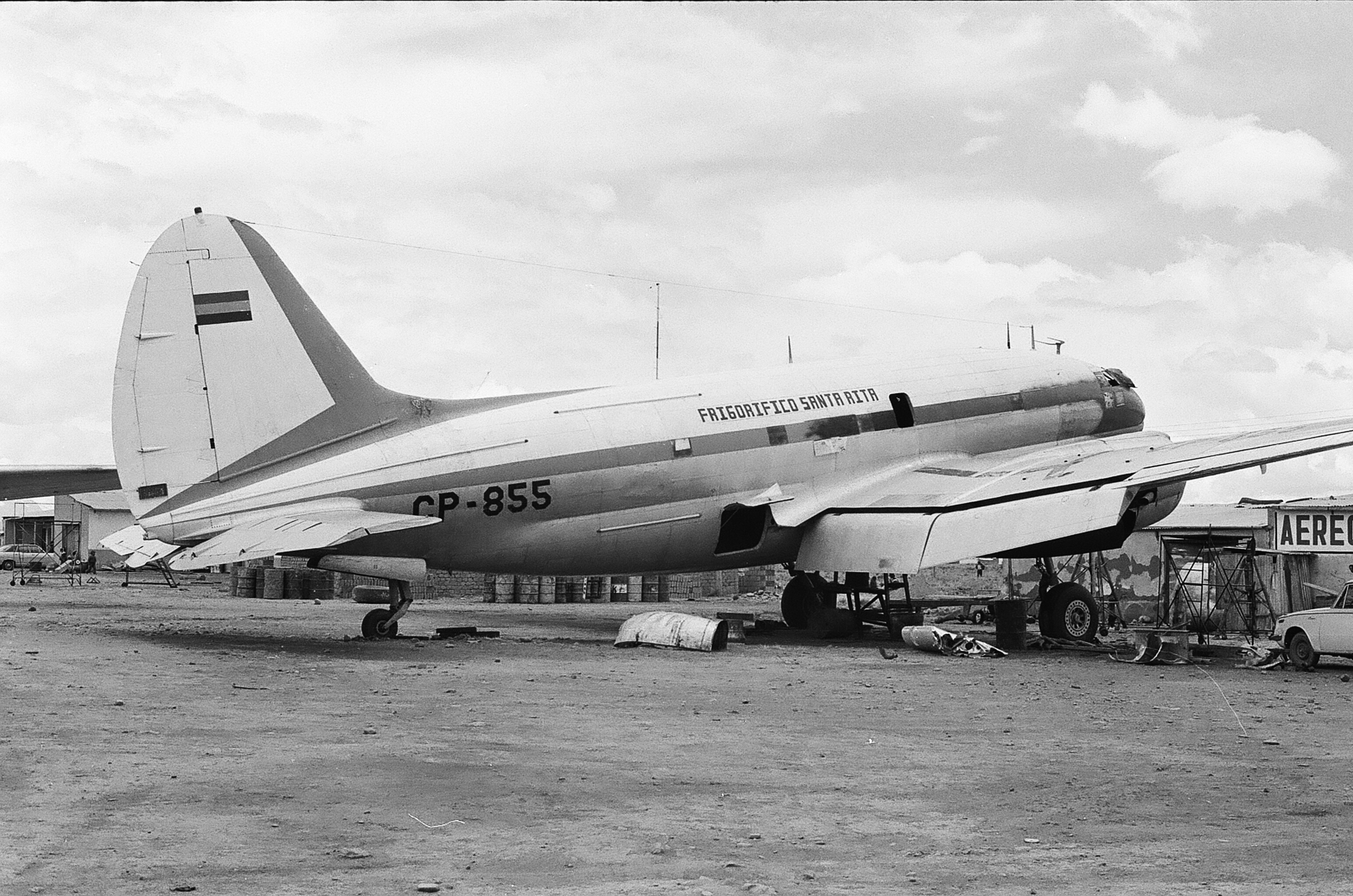
Die 1975 verunglückte Curtiss C-46 der Frigo Santa Rita

- Am 9. Juni 1975 ließen sich bei einer Curtiss C-46A-40-CU Commando der Frigorifico Santa Rita (Luftfahrzeugkennzeichen CP-855) im Anflug auf den Flughafen Riberalta (Bolivien) das linke Hauptfahrwerk und das Spornrad nicht ausfahren. Beim Versuch, das Fahrwerk manuell auszufahren, brach der entsprechende Hebel ab. Es kam zu einer Bauchlandung. Das Flugzeug wurde irreparabel beschädigt. Alle Insassen überlebten.[5]
- Am 15. Dezember 1990 verunglückte eine Douglas DC-6B der Frigorifico Santa Rita (CP-1953) in der Nähe des Flugplatzes San Ignacio de Moxos (Bolivien). Die näheren Umstände sind nicht bekannt. Das Flugzeug wurde irreparabel beschädigt und später als Wohnung genutzt. Alle 3 Besatzungsmitglieder, die einzigen Insassen, überlebten.[6]
- Am 29. Februar 1992 brannte eine Douglas DC-3A der Frigorifico Santa Rita (CP-529) auf dem kleinen Flugplatz der Carolita Ranch (Bolivien) aus. Bei einem Unfall knapp vier Monate vorher, am 11. November 1991, war es mit beiden Propellern zur Bodenberührung gekommen. Nach den Reparaturen wurden die Triebwerke zum ersten Mal seit dem Unfall angelassen. Dabei entstand ein Brand, eine Tragfläche fing Feuer und das gesamte Flugzeug brannte aus. Der Bordmechaniker, einzige Person an Bord, überlebte.[7]
- Nur zwei Tage später, am 2. März 1992, stürzte eine Curtiss C-46T Commando der Frigorifico Santa Rita (CP-754) beim Startversuch von der Piste der Estancia El Trompillo (Bolivien) ab. Ziel der mit Fracht beladenen Maschine war der Flughafen La Paz-El Alto. Auf der nassen Startbahn erreichte das Flugzeug keine ausreichende Geschwindigkeit, überflog knapp einen Zaun, streifte dann mit der linken Tragfläche den Boden und stürzte ab. Alle 5 Insassen, drei Besatzungsmitglieder und 2 Passagiere, kamen ums Leben.[8]
- Am 13. September 1993 kam es an einer Curtiss C-46A-40-CU Commando der Frigorifico Santa Rita (CP-1848) nach dem Start vom Flugplatz San Borja (Bolivien) zu Fehlzündungen und dann zu einem Brand des Triebwerks Nr. 1 (links). Löschversuche blieben erfolglos. Bei der erforderlichen Notlandung wurde das Flugzeug durch einen Brand zerstört. Alle drei Insassen (Besatzungsmitglieder) überlebten.[9]